# Stegeso
En stegeso, rømergryde eller lergryde er et fad eller gryde, som anvendes til langtidsstegning i fx en ovn. Den kan anvendes både med og uden låg.
Stegesoen kendes også under navne som cocotte, tagine, Römertopf eller Le Creuset, skønt disse ofte refererer til den specifikke type eller mærke stegeso. Eksempelvis er en cocotte fra Frankrig som oftest fremstillet i stentøj eller støbejern.

## Historie
Stegesoen er mere end 2000 år gammel. Den stammer fra en tid, hvor man pakkede sit kød ind i ler og placerede det i et bål for at tilberede det.